# 王国松
王国松（1903年—1983年），浙江温州人，中华人民共和国政治人物。
担任著名电机工程学家、教育家。浙江大学副校长、代校长。。1954年，当选第一届全国人民代表大会代表。